# Mlandingan Wetan
Mlandingan Wetan is een bestuurslaag in het regentschap Situbondo van de provincie Oost-Java, Indonesië. Mlandingan Wetan telt 3879 inwoners (volkstelling 2010).